# Marc Pilcher
Marc Pilcher foi um maquiador britânico conhecido por ter trabalhado em Beauty and the Beast (2017). Como reconhecimento, foi nomeado ao Óscar 2019 na categoria de Melhor Maquiagem e Penteados por Mary Queen of Scots (2018).